# Hermann Oberth

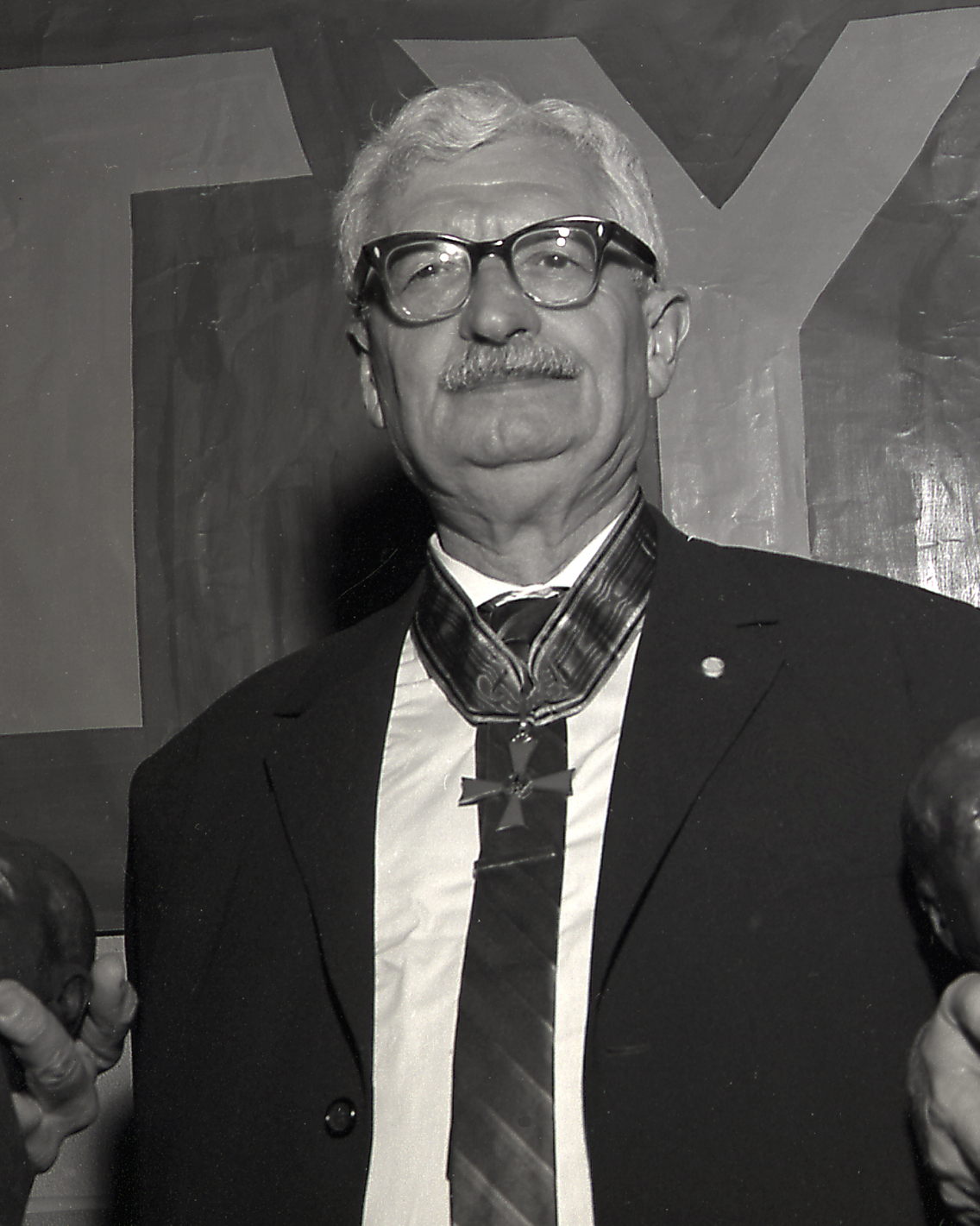
Hermann Oberth mit dem Bundesverdienstkreuz, 1961

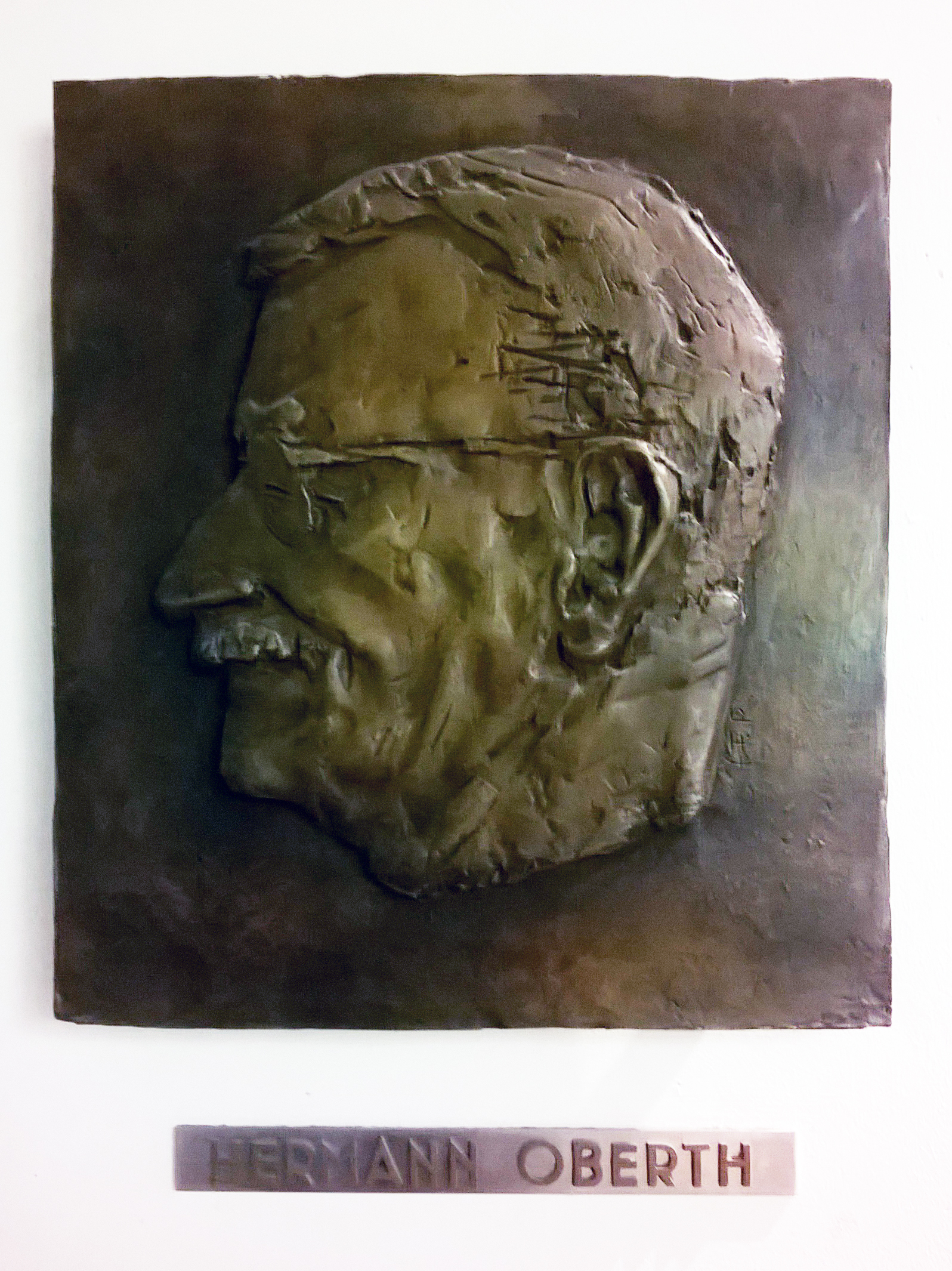
Relief, Flughafen Tegel in Berlin-Tegel

Hermann Julius Oberth (* 25. Juni 1894 in Hermannstadt, Königreich Ungarn, Österreich-Ungarn; † 28. Dezember 1989 in Feucht bei Nürnberg) war ein österreich-ungarisch-deutscher Physiker und Raketenpionier aus Siebenbürgen. Er gilt als einer der Begründer der wissenschaftlichen Raketentechnik und Astronautik sowie als prophetischer Initiator der Raumfahrt und der Weltraummedizin. Nach ihm sind der Oberth-Effekt (ein interplanetares Flugmanöver) sowie ein Asteroid und ein Mondkrater benannt.

## Leben

### Jugend
Hermann Oberth entstammte einer Familie aus der Volksgruppe der Siebenbürger Sachsen. Schon als Jugendlicher ein begeisterter Leser der futuristischen Romane von Jules Verne begann sich Oberth bereits während seiner Gymnasialzeit mit raketen- und raumfahrttheoretischen Problemen zu befassen. So konnte er durch physikalisch-mathematische Überlegungen nachweisen, dass eine Reise zum Mond mit einer wie bei Jules Verne verwendeten Kanone, durch welche die Mondreisenden zum Mond geschossen würden, nicht möglich sein kann, da die Reisenden den gewaltigen Anpressdruck beim Abschuss nicht überleben würden. Stattdessen kam Oberth bald zu dem Schluss, dass eine solche Reise nur mit einer Rakete zu realisieren wäre.
Seine Mutter war Valerie Oberth, geborene Krasser, eine Tochter Schriftstellers und Arztes Friedrich Krasser. Da auch Hermann Oberths Vater, der Chirurg Julius Oberth, promovierter Arzt war, wurde in Hermann Oberth schon früh das Interesse an medizinischen Problemen geweckt. Oberth unternahm die weltersten raumfahrtmedizinischen Versuche. Nach Experimenten am eigenen Leib gelangte Oberth 1909 zu dem Ergebnis, dass der Mensch in liegender Stellung einen Andruck von 4 bis 6 g, über kurze Zeit 8 bis 10 g aushalten kann und vermutlich die Schwerelosigkeit physiologisch und psychologisch wird ertragen können.

### Studium der Medizin und Physik
Im Anschluss an seine Reifeprüfung im Jahr 1912 begann er auf Wunsch seines Vaters, der Chirurg war, ein Studium der Medizin in München, zusätzlich belegte er auch Vorlesungen an der Technischen Hochschule. Ab 1914 nahm er am Ersten Weltkrieg teil. Nach einer Verwundung an der Ostfront stand er als Sanitätsfeldwebel im Lazarett in Schäßburg im Einsatz. Im Herbst des Jahres 1918 setzte er sein Medizinstudium an der Universität Budapest fort. Oberth musste nach einer schweren Krankheit feststellen, dass Medizin nicht seinen eigentlichen Interessen entsprach. Daher begann er 1919 ein Studium der Physik an der Technischen Universität Klausenburg, Rumänien, das er in München, Göttingen (Physik und Mathematik) und Heidelberg (Physik und Mathematik) fortsetzte. 1922 wurde seine Heidelberger Dissertation Die Rakete zu den Planetenräumen, in der er sich mit Raumfahrt beschäftigte, abgelehnt, da es keinen ausgewiesenen Experten zu diesem Thema gab. So reichte er sein Manuskript als Diplomarbeit in Klausenburg ein und bestand 1923 das Staatsexamen. Im selben Jahr veröffentlichte der Münchner Wissenschaftsverlag Oldenbourg das Manuskript unter dem Titel Die Rakete zu den Planetenräumen. Zwar hatte Oberth selbst für die Druckkosten aufkommen müssen, aber sein Erstlingswerk wurde ein Erfolg. Von 1923 bis 1938 arbeitete Oberth mit Unterbrechungen als Gymnasiallehrer in seiner Heimat Siebenbürgen in Rumänien.

### Technische Entwürfe

#### Raketen für die Raumfahrt
1917 entwarf er eine mit Ethanol und Sauerstoff betriebene Rakete. In seinem 1923 erschienenen Buch Die Rakete zu den Planetenräumen, das eine Kompilation seiner bis dato erarbeiteten Grundlagen und Theorien zur Raketentechnik und Weltraumfahrt darstellt, beschreibt Oberth nahezu alle wesentlichen Elemente zum Bau von mit Flüssigtreibstoff angetriebenen Groß- und Mehrstufenraketen.

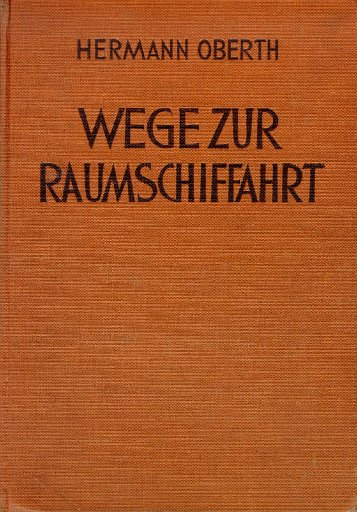
Oberths Buch Wege zur Raumschiffahrt 1929

Sein bekanntestes Werk wurde Die Rakete zu den Planetenräumen (1923), das 1929 in erweiterter Form unter dem Titel Wege zur Raumschiffahrt erschien. Darin stellte er auch das von ihm erfundene Ionentriebwerk vor. In Die Rakete zu den Planetenräumen stellte er folgende Thesen auf:
- Prämisse 1: Beim heutigen Stand der Wissenschaft und der Technik ist der Bau von Maschinen, die höher steigen können, als die Erdatmosphäre reicht, wahrscheinlich.
- Prämisse 2: Bei weiterer Vervollkommnung können diese Maschinen derartige Geschwindigkeiten erreichen, dass sie nicht auf die Erdoberfläche zurückfallen müssen und sogar imstande sind, den Anziehungsbereich der Erde zu verlassen.
- Prämisse 3: Derartige Maschinen können so gebaut werden, dass Menschen (wahrscheinlich ohne gesundheitlichen Nachteil) mit emporfahren können.
- Prämisse 4: Unter gewissen wirtschaftlichen Bedingungen kann sich der Bau solcher Maschinen lohnen. Solche Bedingungen können in einigen Jahrzehnten eintreten.

Mit dem Start des Sputnik (1957) und dem Flug von Juri Gagarin (1961) ins Weltall wurden diese, am Anfang der 1920er Jahre noch vollkommen utopischen Gedanken, weniger als vier Jahrzehnte später in die Realität umgesetzt.

#### Weltraumspiegel

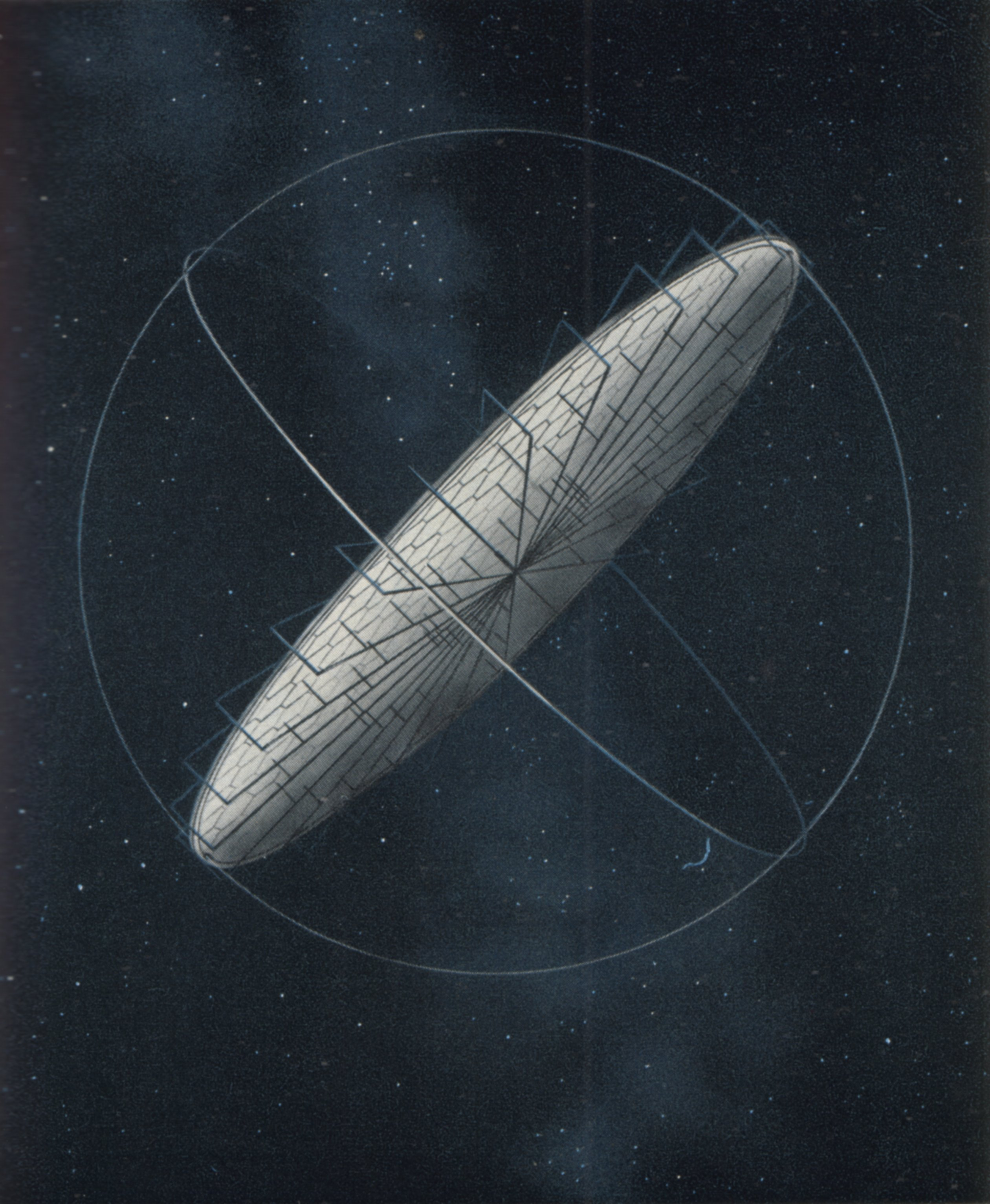
Weltraumspiegel-Entwurf von Oberth

1923 beschreibt Oberth erstmals in seinem Buch Die Rakete zu den Planetenräumen seine im Durchmesser 100 bis 300 km großen Weltraumspiegel, die aus einem Gitternetzwerk einzeln verstellbarer, im Durchmesser 7 bis 14 km großer Spiegeln bestehen sollen.
Der Weltraumspiegel-Entwurf besteht aus einem Netzwerk von 10 km großen Maschen, in die jeweils ein vollbeweglicher Einzel-Spiegel eingebaut ist. Sie bilden einen Gesamt-Spiegel von bis zu 300 km Durchmesser. Das Netzwerk wird durch gegenläufige, rasch (bis 1.000 km/h) umlaufende Ringpaare gespreizt. Zwei weitere solch umlaufender Ring-Paare stehen senkrecht zur Netzebene und senkrecht aufeinander. Sie dienen der Steuerung der Netzebene, die mit ihrer Hilfe in jede gewünschte Lage gebracht werden kann. Durch diese Spreizringe kann der Spiegel durch Lichtdruck fast wie ein starrer Körper manövriert werden.
Weltraumspiegel in der Erdumlaufbahn, wie sie Hermann Oberth konzipierte, sollen Sonnenlicht gezielt gesteuert auf einzelne Regionen der Erdoberfläche konzentrieren oder ins Weltall ablenken. Es handelt sich hier also nicht um die Abschwächung der Sonneneinstrahlung auf die gesamte beschienene Erdoberfläche, wie sie bei Überlegungen zur Errichtung einer Weltraum-Sonnenschutzfläche am Lagrange-Punkt zwischen Sonne und Erde gegeben sein würde.
Diese riesigen Spiegel in der Erdumlaufbahn könnten zur Beleuchtung einzelner Städte, als Schutzmittel gegen Naturkatastrophen, zur Steuerung von Wetter und Klima, zur Schaffung von zusätzlichem Lebensraum für zehn Milliarden Menschen genutzt werden, schreibt Hermann Oberth. Am wichtigsten schien Oberth der Umstand, dass man mit diesen Weltraumspiegeln die Zugbahnen der barometrischen Hoch- und Tiefdruckgebiete beeinflussen könnte. Solch ein Eingriff in das Klima der Erde zählt zu den Methoden des Geoengineering, deren Risiken noch nicht genug erforscht sind, um Anwendung finden zu können.
Es folgten von ihm weitere Veröffentlichungen, in denen er den bis dahin erreichten technischen Fortschritt berücksichtigte: „Wege zur Raumschiffahrt“, „Menschen im Weltraum. Neue Projekte für Raketen- und Raumfahrt“ (1954) und „Der Weltraumspiegel“ (1978). Das Konzept von Hermann Oberth sieht aus Kostengründen vor, dass die Bauteile auf dem Mond produziert werden sollten. Von der Mondoberfläche würden die Bauteile mittels einer elektromagnetischen Mondschleuder in eine Mondumlaufbahn geschossen und an einem 60°-Librationspunkt „gestapelt“. Von dort würden die Bauteile mit den von ihm konzipierten elektrischen Raumschiffen in die Erdumlaufbahn transportiert werden können und dort würden sie zu Spiegeln von 100 bis 300 km Durchmessern zusammengebaut. Er schätzte 1978, dass mit der Verwirklichung 2018 bis 2038 zu rechnen sei.
Hermann Oberth wies darauf hin, dass diese Spiegel auch als Waffe eingesetzt werden könnten. Dieser Umstand sowie der Eingriff in Wetter und Klima als auch die Komplexität dieses Projekts könnten diese Spiegel daher nur als Friedensprojekt der Menschheit Wirklichkeit werden lassen. „Wenn die Klimakipp-Punkte überschritten werden sollten und diese Weltraumspiegel die Ultima Ratio der Menschheit sein würden, dann ist deren Verwirklichung trotzdem schwer vorstellbar.“

#### Ionenantrieb für die interplanetare Raumfahrt
Das Prinzip des Ionenantriebs wurde erstmals 1929 vom Raumfahrtpionier Hermann Oberth in seinem als „Bibel der Raumfahrttechnik“ (Seite 117) bezeichneten Werk Wege zur Raumschiffahrt vorgestellt, in dem er erstmals die Physik, die Funktion, die Konstruktion und die Nutzung für den interplanetaren Flug eines Ionentriebwerk auf den Seiten 386 bis 399 beschreibt.
Hermann Oberth stellte zudem auf der 12. Raketen- und Raumfahrttagung der Deutschen Raketengesellschaft (DRG) e. V. im September 1963 in Hamburg eine neue Idee zum elektrischen Raumschiff vor. Zitat: „Mein Vorschlag betrifft ein elektrisches Raumschiff, das nicht Ionen und Elektronen ausstößt, sondern Nebeltröpfchen, die größenordnungsmäßig je nach Vorhaben 1.000 bis 100.000-mal größer sind und sich um ein Ion oder Elektron als Kondensationskern bilden.“

#### Mondauto

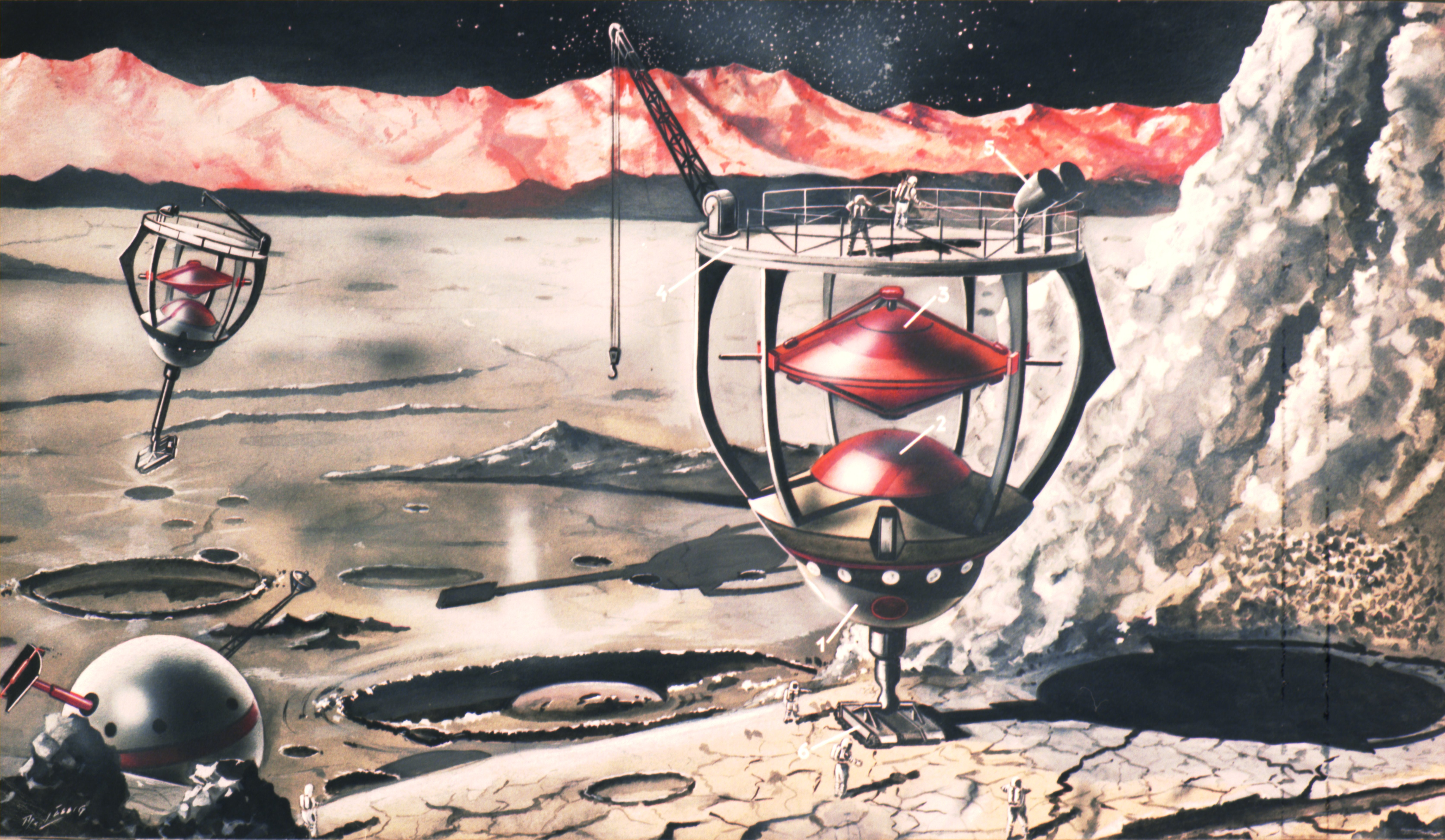
Mondauto-Entwurf von Oberth

Hermann Oberth veröffentlichte schon 1953 seine Konstruktion eines fahrenden und springenden Mondfahrzeugs, die mit den üblichen Autokonstruktionen oder mit dem in den Jahren 1971 bis 1972 benutzten Lunar Roving Vehicle nichts gemein hat. Er ging bei seinen Überlegungen davon aus, dass große Strecken schnell zurückgelegt werden sollen und dabei den Weg versperrende ausgedehnte Spalten/Schluchten, Geländestufen oder unwegsames Gelände überwunden werden sollen, damit große Umwege vermieden werden können.
Das Fahrzeug mit einer Masse von etwa 10.000 kg würde auf der Erde gebaut, zum Mond transportiert und auf der Mondoberfläche abgesetzt, wo es nur soviel wiegen würde wie zirka 1650 kg auf der Erde. Der turmartige Aufbau hat nur ein Standbein, das auf einem Kettenfahrwerk mit 2,5 m × 2,5 m Grundfläche steht. Ein Motor von 51,5 kW Leistung genüge, um je nach Geländegegebenheit mit einer Geschwindigkeit von bis zu 150 km/h zu fahren. Es würde elektrisch angetrieben und mit einem Sonnenkraftwerk über der Besatzungskabine und dem Kreisel mit Strom versorgt. Das Bein sei ein gasdicht schließender Zylinder, in dem sich das 4,5 m lange „Sprungbein“ wie ein Kolben in einem Stoßdämpfer auf und ab bewegen könne und für das Springen aus- und eingefahren werden könne. Der mächtige Kreisel über der Besatzungskabine würde das Fahrzeug senkrecht halten und dafür sorgen, dass es sich nie weiter als um 45 Grad neigen könne. Die Sprünge könnten bis 125 m hoch und mehrere 100 m weit sein. Gesprungen würde, wenn das Fahrzeug eine unwegsame Stelle oder Spalten/Schluchten überwinden müsse, oder wenn es von einer höher gelegenen Stelle (zum Beispiel einer Gebirgsterrasse) auf eine tiefer gelegene gelangen soll oder umgekehrt. (Seite 152–182)
Oberth schreibt: „Ich wollte meinen Lesern nicht nur eine rohe Skizze des Mondautos vorlegen, sondern Zeichnungen und Beschreibungen, die sich auf genaue Berechnungen und Entwürfe stützen. Daher habe ich mir über Hunderte von Details den Kopf zerbrochen, habe gerechnet, verglichen, konstruiert, verworfen und neu geplant, bis der Entwurf so war, dass ich ihn mit gutem Gewissen präsentieren konnte. Nun kann ich sagen: Mein Mondauto kann gebaut werden, dessen bin ich sicher.“
Machbarkeitsstudien oder Entwicklungsarbeiten zu Oberths Mondfahrzeug sind bis zum Jahr 2023 nicht begonnen worden, weil es keine konkreten Pläne für eine Mondexploration gibt, bei der ein solch dimensioniertes Fahrzeug zum Einsatz kommen könnte.

#### Weitere technische Entwürfe
Oberth entwickelte zukunftsweisende Konzeptionen für Erneuerbare-Energie-Gewinnung:
- 1947, Anlagen zur Gewinnung von Energie bzw. Wasser in Wüstengebieten[18]
- 1953, Projekt zu einem Sonnenkraftwerk zur Bewässerung von Wüsten, Entsalzung von Meerwasser[19]
- 1977, Das Drachenkraftwerk, Neue Vorschläge für ein Windkraftwerk[20]

### Grundlagenarbeit
Oberth gab seinem 1923 erschienenen Erstlingswerk den Titel „Die Rakete zu den Planetenräumen“. Für Oberth war die Rakete nur Mittel zum Zweck einer interplanetaren Raumfahrt. Oberth dachte an eine multiplanetare Menschheit. Bereits 1929 veröffentlichte er in seinem epochalen Werk „Wege zur Raumschiffahrt“ auf den Seiten 285 bis 333 seine Ideen für die Anwendungsmöglichkeiten seiner 2-Stufenrakete: Bemannte Raumfahrt einschließlich Raumanzüge für den Außeneinsatz, Weltraumteleskop und Dauer von Raumfahrten. Auf den Seiten 333 bis 350 seine Ideen und die theoretischen Grundlagen zu Stationen im erdnahen Orbit von 700 bis 1200 km Höhe über dem Erdboden zur Erd- und Wetterbeobachtung und als Ausgangsbasis für Flüge zum Mond und zu den Planeten. Im Kapitel „Reisen zu fremden Weltkörpern“ legt Hermann Oberth auf den Seiten 350 bis 386 seine wissenschaftlichen Überlegungen und Berechnungen für Flüge (einschließlich Landungen) zum Mond, zu Asteroiden, zum Mars, zur Venus, zum Merkur und zu Kometen dar. Er beschreibt wissenschaftlich Voraussetzungen, Ziele und Erwartungen, die mit solchen Reisen verbunden wären. Vieles davon wurde in den 1960er Jahren bis heute im Wesentlichen von der amerikanischen und russischen Raumfahrt verwirklicht und vieles wartet noch auf die Umsetzung.
Oberth war Mitglied im 1927 gegründeten Verein für Raumschiffahrt (VfR) und knüpfte dort Kontakte zu anderen Vordenkern der Raketentechnik, wie etwa Johann Winkler, Rudolf Nebel und Walter Hohmann. Max Valier und Fritz von Opel begründeten mit Opel RAK das erste Raketenprogramm der Welt, welches zu Geschwindigkeitsrekorden bei Landfahrzeugen sowie den ersten Raketenflugzeugen der Welt führte. Die von Julius Hatry gebaute Opel RAK führte ebenfalls laut Valier zu Teststarts im April 1929 mit Flüssigtreibstoffraketen und zu einem Flugzeugprototyp mit Flüssigtreibstoffrakete im erdgebundenen Testdauerbetrieb. Max Valier war zudem einer der Gründer des VfR. 1929 und 1930 war Oberth der 1. Vorsitzende des VfR. Bei Fritz Langs visionärem Film Frau im Mond (1929) wirkte er zusammen mit Rudolf Nebel als wissenschaftlicher Berater mit. Der Start einer Rakete zur Premiere misslang jedoch.
Oberths Arbeiten bildeten die Grundlage für die erste Generation von deutschen Raketentechnikern und Raumfahrtpionieren: Wernher von Braun (der als Gymnasiast von 1928 bis 1930 bei Oberth assistierte), Eugen Sänger, Ernst Stuhlinger, Helmut Gröttrup, Walter Thiel, Paul Ehmayr und viele andere mehr. Diese Spezialisten und die Ergebnisse aus dem deutschen A4-Programm und deren Verwendung für die Vergeltungswaffe V2 begründeten nach dem Zweiten Weltkrieg in den USA und UdSSR die Großraketentechnik, die durch das Wettrüsten des Kalten Kriegs zur Weltraumfahrt und schließlich 1969 zur ersten bemannten Mondlandung führte.

### Aufgaben im Zweiten Weltkrieg
Von 1923 bis 1938 arbeitete Oberth mit kurzen Unterbrechungen 1929 und 1930 als Gymnasiallehrer in seiner Heimat Siebenbürgen in Rumänien. Der in der Fachwelt weltweit bekannte Hermann Oberth mit seinen vielen Auslandkontakten wurde als Sicherheitsrisiko für die Geheimhaltung der Entwicklungsarbeiten am Aggregat 4 in Peenemünde betrachtet. Daher wurde er ab Juni 1938 mittels eines zweijährigen Forschungsvertrages mit der Deutschen Versuchsanstalt für Luftfahrt (DVL) an der Technischen Universität Wien und dann ab Juli 1940 weiter an der TH Dresden im Großdeutschen Reich beschäftigt / kaltgestellt. Als er im Mai 1941 nach Siebenbürgen zurückkehren wollte, erhielt er die deutsche Staatsbürgerschaft und kam im August 1941 unter dem Decknamen „Friedrich Hann“ dienstverpflichtet als Mitarbeiter des Raketenteams an die Heeresversuchsanstalt Peenemünde, wo die erste Großrakete der Welt, das Aggregat 4 – später „Vergeltungswaffe V2“ genannt – unter der Leitung von Wernher von Braun entwickelt worden war. Oberth war nicht an diesen Arbeiten beteiligt worden(Seite 58),(Seite 150),(Seite 157–164) sowie  (Seite 101), sondern in der Patentsichtung untergebracht(Seite 144),(Seite 94) und schrieb verschiedene Berichte, zum Beispiel „Über die beste Teilung von Stufenaggregaten“ und über „Die Abwehr feindlicher Flieger durch große ferngelenkte Pulverraketen“. (Oberth kritisierte das V2-Programm, da dieses aus seiner Sicht bei enormem Produktionsaufwand die gewünschte militärische Wirkung nicht erzielen konnte.) Im Dezember 1943 bat Oberth um seine Versetzung(Seite 101) zur WASAG nach Reinsdorf bei Wittenberg, um die von ihm empfohlene ferngelenkte Feststoffrakete zur Flugabwehr zu entwickeln. Von dort floh er im April 1945, musste in zwei verschiedene US-Internierungslager, wurde im August 1945 als „aus der NS-Zeit unbelastete Person“ entlassen und kam zu seiner Familie in Feucht, wohin seine Familie bereits 1943 gezogen war.

### Nachkriegszeit
Nirgends wurde beim Thema „Raketentechnik“ an Weltraumfahrt gedacht. Die Alliierten dachten an Waffentechnik für Boden-Boden-Raketen und Flugzeugabwehrraketen. So etwas war in Deutschland verboten. Oberth, der Physiker und Mathematiker, der nicht an der deutschen Großraketenentwicklung beteiligt gewesen war, war für die Amerikaner im Zuge der Operation Overcast und Operation Paperclip nicht interessant gewesen. Weil es für Oberth mit seiner Berufserfahrung in Deutschland keine Arbeit gab, reiste er aus wirtschaftlicher Not im Juli 1948 ohne Visum (also illegal) in die Schweiz.
Zunächst schloss er mit der Kriegstechnischen Abteilung (K.T.A.) des Eidgenössischen Militärdepartement (EMD) für 1948–1949 gegen Bezahlung zwei Entwicklungsverträge bezüglich Flugzeugabwehrraketen mit Feststoffantrieb ab.
Danach arbeitet Oberth in der Schweiz als Fachautor für die Zeitschrift INTERAVIA und als Berater für die Firma Hans Hamberger A.G.
Oberth war nur geduldeter Wissenschaftler und wurde bei seinen Bemühungen, im Ausland (Argentinien, Brasilien oder Spanien) eine feste Anstellung zu finden, von der Abt. Nachrichtensektion des Generalstabs unterstützt.
Letztlich verließ er im Oktober 1950 die Schweiz und reiste legal nach Italien, um für das italienische Marine-Wehrministerium eine Flugzeugabwehrrakete mit Feststoffantrieb zu entwickeln.
1955 arbeitete er auf Betreiben seines ehemaligen Schülers Wernher von Braun in den USA als Mitwirkender am amerikanischen Raumfahrtprogramm im Raketen-Entwicklungszentrum in Huntsville in Alabama. 1958 kehrte er nach Deutschland zurück, um 1961 noch einmal in die USA zu reisen, wo er als beratender Ingenieur der Firma Convair in San Diego in Kalifornien tätig war. Anschließend trat er in den Ruhestand. Oberth befasste sich auch mit der Möglichkeit außerirdischen Lebens und dem UFO-Phänomen und äußerte sich mehrfach darüber. Oberth erfuhr als Begründer der wissenschaftlichen Raketentechnik und Astronautik sowie als prophetischer Initiator der Raumfahrt und der Weltraummedizin viele Auszeichnungen und Ehrungen.
1962 sagte Oberth in einer Dankesrede vor dem Bund der Vertriebenen, der ihn zum Ehrenmitglied ernannt hatte: „Ich hatte gehofft, eine Raketenwaffe zu finden, die den Schandvertrag von Versailles (1919, Friedensvertrag von Versailles) hätte zerschlagen können. Das ist mir nicht gelungen.“ 1965 trat Oberth der 1964 gegründeten Nationaldemokratischen Partei Deutschlands (NPD) bei. 1967 trat er wieder aus. Er wurde für seine NPD-Mitgliedschaft von seinen Zeitgenossen hart kritisiert und zog mit dem Austritt die Konsequenzen. Zitate aus Publikationen der NPD und anderer Organisationen aus diesem Umfeld sollen immer wieder belegen, dass Oberth auch nach 1967 ein prominenter Förderer u. a. der NPD gewesen sei. Er hatte seinen Parteibeitritt in seiner Schrift „Der Mut zur Wahrheit – Mein Weg zur NPD“ begründet.
„Mein politisches Ziel ist dies, darauf hinzuarbeiten, dass die Welt besser, gerechter und schöner wird! Meines Erachtens hat die Politik die Aufgabe, den Verkehr zwischen uns Menschen so zu lenken, dass möglichst viel Glück für möglichst viele Menschen, dabei herauskommt. Diese Aufgabe wird den Politikern umso leichter, je gebildeter und verständnisvoller die Allgemeinheit ist.
• Die größte Gefahr sehe ich daher für die heutige Menschheit in ihrer Unwissenheit, besonders betreffs politischer Dinge.
• Die zweitgrößte Gefahr unserer Zeit scheint mir die Verhetzung zu sein.
• Die dritte große Gefahr für den Fortbestand der Menschheit sehe ich in einer Erscheinung, die man leider viel zu wenig beachtet, und die ich mit dem Worte: “Kakokratie“ (Kakistokratie, Herrschaft der Schlechtesten) bezeichnen möchte.“
Hermann Oberth beschrieb 1976, und 1983 was Wähler und Gewählte seiner Meinung nach gegen eine von ihm vermutete Kakistokratie tun müssten, „bevor es zu spät ist“. Da die einzelnen Nationalstaaten in ihren Möglichkeiten zu begrenzt seien, wandte sich Oberth an die gesamte Menschheit und forderte sie zum Mitdenken auf.
Er unterzeichnete eine Erklärung der rechtsextremen Vereinigung „Freiheitlicher Rat“ für die Generalamnestie von NS-Kriegsverbrechern. Oberth war zudem Ehrenmitglied des rechtsextremen „Deutschen Kulturwerkes Europäischen Geistes“ (DKEG) und der ihr nahestehenden „Deutschen Akademie für Bildung und Kultur“. Gerhard Frey, Bundesvorsitzender der rechtsextremen Deutschen Volksunion (DVU), verlieh Oberth am 8. August 1981 in Passau den mit 10.000 Mark dotierten Europäischen Freiheitspreis der Deutschen National-Zeitung. Nach dem Tod Oberths 1989 trauerte Die Bauernschaft, ein Blatt des Holocaust-Leugners Thies Christophersen, in einer Rubrik über verstorbene Leser auch um „Prof. Oberth“. Aus einem Nachruf der Stillen Hilfe, die wegen ihrer Unterstützung von nationalsozialistischen Tätern in die Kritik geraten war, geht hervor, dass Oberth „ein getreuer Helfer und Spender zur Unterstützung unserer Hilfsbedürftigen“ war.
An seinem ehemaligen Wohnort Feucht befindet sich das Hermann-Oberth-Raumfahrt-Museum.

## Familie
Hermann Oberth heiratete 1918 Mathilde Hummel. Das Paar hatte zwei Töchter (Erna und Ilse) und zwei Söhne (Julius und Adolf). Der Sohn Julius Oberth (* 1919) wurde 1943 als vermisst gemeldet, die Tochter Ilse Oberth (1924–1944) war Raketentechnikerin. Sie kam am 28. August 1944 auf dem Raketenprüfstand „Schlier“ des KZ-Nebenlagers Redl-Zipf bei einer Explosion unmittelbar nach einem A4-Triebwerkstest ums Leben. An den Folgen der Explosion starben 27 Menschen. Der Sohn Adolf Oberth (1928–2007) war Chemiker und wie sein Vater Erfinder, er unterstützte seinen Vater in den 1950er Jahren bei der Entwicklung von Treibstoffgemischen für Feststoffraketen und arbeitete später bei Aerojet in Sacramento, Kalifornien. Die Tochter Erna Roth-Oberth (1922–2012) machte sich besonders um die Pflege des Nachlasses ihres Vaters verdient.

## Auszeichnungen und Ehrungen
- Mitglied beim Coetus Chlamydatorum Schaessburgiensis (Versammlung des Schäßburger Gymnasiums)[38]

Liste unter Verwendung der Oberth-Biographie von Hans Barth
- 1927: Ehrenmitglied im Verein für Raumschiffahrt
- 1929: erster Preisträger des Prix international d'astronautique (REP-Hirsch-Preis) der Société astronomique de France, Paris
- 1946: Ehrenmitglied der Astronautischen Sektion der Französischen Akademie der Wissenschaften, Paris
- 1948: Ehrenpräsident der Gesellschaft für Weltraumforschung, Stuttgart
- 1949: Ehrenmitgliedschaften bei der British Interplanetary Society, London / Dansk Selskab for Rumfartsforskening, Kopenhagen / Pacific Rocket Society / Detroit Rocket Society / Nordwestdeutsche Gesellschaft für Weltraumfahrt
- 1950: Die Gesellschaft für Weltraumforschung (heute DGLR) stiftet die Hermann-Oberth-Medaille
- 1951: Ehrenpräsident der Detroit Rocket Society
- 1952: Ehrenpräsident der Deutschen Raketengesellschaft, Bremen / Vereinigten Astronautischen Vereinigung, Leipzig
- 1953: Ehrenmitglied der Schweizerischen Arbeitsgemeinschaft für Raumfahrt, Luzern
- 1954: Diesel-Medaille in Gold des Deutschen Erfinderverbandes, Nürnberg
- 1954: Ehrenmitgliedschaften bei der Österreichischen Ges. f. Weltraumforschung, Wien / des Deutschen Erfinderverbandes
- 1955: Ehrenplakette der American Astronautical Society
- 1956: Edward Pendray Award der American Rocket Society, New York
- 1958: Die American Astronautical Society stiftet den Hermann-Oberth-Preis.
- 1959: Die American Rocket Society stiftet den Hermann-Oberth-Preis
- 1960: Ehrenmitglied der Griechischen Astronautischen Gesellschaft, Athen
- 1961: Ehrendoktor des Wesleyan College in Mount Pleasant (Iowa, USA)
- 1961: Großes Verdienstkreuz, Verdienstorden der BRD
- 1961: Zuerkennung der Juri-Gagarin-Medaille
- 1961: Ehrenmitgliedschaften bei der Assoziazione Internazionale „Uomini nello Sazio“, Rom / Centro Italiano Ricerche Elettroniche Nuclear, Rom
- 1961: Ehrenhut und Goldener Schlüssel der Stadt El Paso, USA
- 1961: Großes Bundesverdienstkreuz
- 1962: Prix Galabert, Paris
- 1962: Odre du Mêrite pour la Recherche et l’Invention der Société d’Encouragement pour la Recherche et l’Invention, Paris
- 1963: Ehrenmitglied der Spanischen Astronautischen Vereinigung
- 1963: Ehrendoktor Dr.-Ing. e.h. der Technischen Universität Berlin
- 1963: Die Deutsche Raketengesellschaft e. V. nennt sich um in Hermann-Oberth-Gesellschaft e. V.
- 1963: Joseph-Ritter-von-Prechtl-Medaille der Universität Wien
- 1963: Ehrenmitgliedschaften bei der Portugiesischen Astronautischen Vereinigung / Gesellschaft für Interplanetarik, Wien
- 1965: Pionierkette der Windrose mit Brilliant des International Committee of Aerospace Activities
- 1968: Ehrenmitglied der Deutsche Gesellschaft für Luft- und Raumfahrtmedizin
- 1969: Ehrendoktor der Universitat Politècnica de Catalunya[39]
- 1969: Medaille der Internationalen Akademie für Astronautik (IAA)
- 1969: Die Hermann-Oberth-Gesellschaft stiftet den Hermann-Oberth-Ehrenring und einen Hermann-Oberth-Preis
- 1969: Ehrenmitglied des American Institute of Aeronautics and Astronautics (AIAA) und AIAA-Ehrenzeichen
- 1969: Ehrenmitglied der Österreichischen Gesellschaft für Weltraumforschung und Flugkörpertechnik, Wien
- 1969: Ehrenmitglied des Centro de Estudios Interplanetaios, Madrid
- 1969: Goldener Schlüssel der Stadt Cleveland, Ohio, USA
- 1969: Ehrenplakette des Ostdeutschen Kulturrats. Stiftung für kulturelle Zusammenarbeit e. V., Bonn
- 1969: Gründung des Internationalen Förderkreises für Raumfahrt - Hermann Oberth e. V.
- 1970: Stiftung der Hermann-Oberth-Medaille in Gold durch die Hermann-Oberth-Gesellschaft e. V.
- 1970: Wilhelm-Exner-Medaille in Gold des Österreichischen Gewerbeverbandes, Wien
- 1970: Kulturpreis der Landsmannschaft der Siebenbürger Sachsen in der BRD und Österreich
- 1971: Eröffnung des Hermann-Oberth-Raumfahrt-Museums in Feucht
- 1972: Ehrendoktor der Babeș-Bolyai-Universität in Cluj-Napoca (Klausenburg)
- 1974: Wissenschaftlicher Verdienstorden 1. Klasse des Sozialistischen Republik Rumänien
- 1974: Dutzende Medaillen und Ehrungen zum 80. Geburtstag
- 1976: Hermann-Oberth-Denkmal im Stadtpark von Feucht
- 1976: Oberth-Abteilung im Technischen Museum, Bukarest
- 1979: Jubiläumskongress in Salzburg aus Anlass des 85. Geburtstags
- 1981: Reliefporträt in der Haupthalle des Flughafens Berlin-Tegel.[40]
- 1982: Ziolkowski-Medaille von der Akademie der Wissenschaften der UdSSR
- 1984: Ehrendoktor der Technischen Universität Graz
- 1984: Verdienstkreuz des Bayerischen Verdienstordens
- 1984: Goldener Ehrenring des Deutschen Museums, München
- 1984: Leibnitz-Ehrenplakette der Akademie der Wissenschaften der DDR
- 1985: Großes Verdienstkreuz mit Stern, Verdienstorden der BRD
- 1997: Der Mondkrater Oberth ist nach Hermann Oberth benannt.[41]
- 1999: Nach Hermann Oberth ist ein Asteroid benannt: (9253) Oberth

- Hermann-Oberth-Schule in Mediasch, Rumänien
- Hermann-Oberth-Kindergarten und Gymnasium in Bukarest, Rumänien
- Hermann-Oberth-Fakultät für Ingenieurwissenschaften in Hermannstadt an der Lucian-Blaga-Universität
- Hermann-Oberth-Platz in Schäßburg, Rumänien

- Oberth-Effekt - nach ihm wird der Effekt für treibstoffsparende Manöver in der interplanetaren Raumfahrt benannt (auf Englisch powered flyby oder Oberth maneuver). Er hat ihn als erster beschrieben.

## Filme
- In der Science-Fiction-Serie Star Trek (u. a. im Kinofilm Star Trek III) gibt es Raumschiffe der Oberth-Klasse, bei denen es sich um Forschungsschiffe handelt.
- Im 1928/29 gedrehten letzten deutschen Stummfilm Frau im Mond von Fritz Lang wirkte er als wissenschaftlicher Berater mit. Die teilweise realistisch dargestellten Szenen nehmen schon partiell die Realitäten der Zukunft vorweg.
- 1970 trat Oberth in Rainer Erlers Fernsehfilm Die Delegation auf, in dem der Regisseur eine internationale Tagung der Deutschen UFO/IFO Studiengesellschaft e. V. (DUIST) nachinszenierte, an der auch Oberth im Oktober 1967 in Mainz teilgenommen hatte.

## Gesellschaft/Verein
Die 1952 gegründete Arbeitsgemeinschaft für Raketentechnik (AFRA), Bremen (ab 1957: Deutsche Raketengesellschaft (DRG)) wurde 1963 in Hermann-Oberth-Gesellschaft umbenannt, förderte den raumfahrttechnischen Nachwuchs, experimentierte mit Raketen und ging 1993 in der Deutsche Gesellschaft für Luft- und Raumfahrt – Lilienthal – Oberth e. V. (DGLR) auf.
1969 (3 Wochen vor der ersten bemannten Mondlandung) gründete Oberth zusammen mit elf weiteren internationalen Wissenschaftlern den Verein Internationaler Förderkreis für Raumfahrt, Hermann Oberth (IFR) e. V.
Das Hermann-Oberth-Raumfahrt-Museum (HORM) e. V. in Feucht bei Nürnberg ist das älteste dezidierte Raumfahrtmuseum in West-/Mitteleuropa. Bereits 1971 – also nur zwei Jahre nach der ersten Mondlandung – wurde es von Vertretern der damaligen Hermann-Oberth-Gesellschaft gegründet, um das Lebenswerk des „Vaters der Raumfahrt“ bleibend am authentischen Ort zu würdigen.

## Schriften (Auswahl)
- Die Rakete zu den Planetenräumen. 1923. (Nachdruck: Michaels-Verlag, 1984, ISBN 3-89539-700-8)
- mit Franz von Hoefft, Walter Hohmann, Karl Debus, Guido von Pirquet und Willy Ley: Die Möglichkeit der Weltraumfahrt. Allgemeinverständliche Beiträge zum Raumschiffahrtsproblem. Sander, Hachmeister & Thal, Leipzig 1928.
- Wege zur Raumschiffahrt. 1929. (Nachdruck: VDI-Verlag, Düsseldorf, 1992, ISBN 3-18-400755-3)
- Forschung und Jenseits. Baum, Pfullingen 1930.
- Menschen im Weltraum. Neue Projekte für Raketen- und Raumfahrt. 1954.
- Das Mondauto. 1959.
- Stoff und Leben. Betrachtungen zum modernen Weltbild. Der Leuchter – Otto Reichl, Remagen 1959.
- Katechismus der Uraniden. Haben unsere Religionen eine Zukunft? Gedanken aus philosophischen Vorträgen und zum Teil noch unveröffentlichten Schriften. 1966.
- mit Henning Eichberg: Mondsucht. Zur Zeitgeschichte der Technik und des okzidentalen Syndroms. (= Junges Forum. Nr. 2). Verlag Deutsch-Europäischer Studien, Hamburg 1973. (Ein Gespräch der beiden.)
- Politik und Kunst. (= Schriftenreihe der Deutschen Akademie. Heft 10). Deutsche Akademie für Bildung und Kultur, München 1975.
- Kakokratie. Der Weltfeind Nr. 1. Dr. Roth-Oberth, Feucht bei Nürnberg 1976.
- Das Drachenkraftwerk. Neue Vorschläge für ein Windkraftwerk. Hermann-Oberth-Raumfahrtmuseum, Feucht, 1978.
- Der Weltraumspiegel (Erweiterte Fassung von Menschen im Weltraum) Kriterion, Bukarest 1978.
- Briefwechsel. 2 Bände. Hrsg. Hans Barth. Kriterion, Bukarest 1979, 1984.
- Wählerfibel für ein Weltparlament. Dr. Roth-Oberth, Feucht 1983.
- S. E. Waxmann: Unsere Lehrmeister aus dem Kosmos. Exoarchäologie: Die große Wende. Landes, Isny 1987, ISBN 3-9801403-0-X. Vorwort 1978 von Hermann Oberth, S. 9–12.
- Primer For Those Who Would Govern. West-Art, New York 1987, ISBN 0-914301-06-3. Vorwort B. John Zavrel.